# إيغال مناحيم
إيغال مناحيم (بالعبرية: יגאל מנחם‏) هو محامي ولاعب كرة قدم إسرائيلي في مركز الهجوم، ولد في 10 سبتمبر 1963 في إسرائيل. شارك مع منتخب إسرائيل لكرة القدم. أما مع النوادي، فقد لعب مع مكابي نتانيا ونادي هبوعيل القدس.

## وصلات خارجية
- إيغال مناحيم على موقع قاعدة بيانات كرة القدم.إي يو (الإنجليزية)
- إيغال مناحيم على موقع ناشيونال فوتبول تيمز (الإنجليزية)